# Estuario del Severn

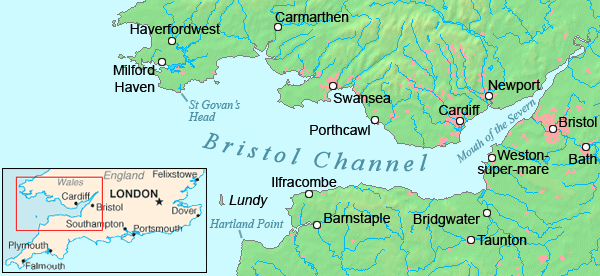
Mappa del Canale di Bristol e dell'estuario del Severn (mostrato qui come "Mouth of the Severn")

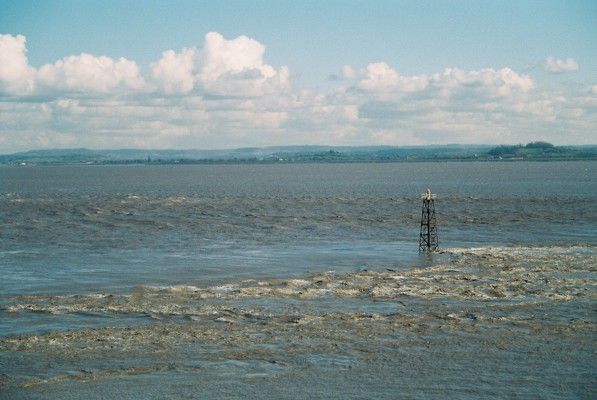
L'estuario del Severn a Beachley, Gloucestershire, che mostra le forti correnti di marea.

L'estuario del Severn  è la confluenza di quattro grandi fiumi: il Severn (da cui prende il nome), il Wye, l'Usk e l'Avon e di altri fiumi minori. Si affaccia sul Canale di Bristol.del fiume Severn nel Regno Unito.

## Tipo di sito
Il sito è designato per la sua fauna selvatica, ad esempio gruppi tassonomici come uccelli, farfalle, lucertole, rettili o insetti. I siti della fauna selvatica sono solitamente interessati alla continuazione e allo sviluppo dell'ambiente come i pascoli tradizionali.

## Sito di particolare interesse scientifico
Copre un'ampia varietà di habitat, comprese piccole paludi, prati fluviali, dune di sabbia, boschi e altopiani. Si tratta di un'area di terra protetta ai sensi del Wildlife and Countryside Act 1981 perché contiene fauna selvatica o caratteristiche geografiche o morfologie di particolare importanza.